# Bojan Mohar
Bojan Mohar (Novo Mesto, Eslovênia, 21 de setembro de 1956) é um matemático esloveno, que trabalha com teoria dos grafos.

## Formação e carreira
Mohar obteve um doutorado em 1986 na Universidade de Ljubljana, orientado por Tomaz Pisanski, com a tese Grafi v kombinatorični topologiji (Grafos em topologia combinatória). É professor na Universidade de Ljubljana. Também é desde 2005 catedrático de uma Canada Research Chair na Universidade de Simon Fraser.
Em 1988 foi bolsista do Programa Fulbright, em 1990 recebeu o prêmio Boris Kidrič da República Socialista da Eslovénia e em 2010 a Medalha Euler. Em 2018 foi eleito SIAM Fellow e recebeu o Prêmio John L. Synge. Em 2020 foi eleito membro da Sociedade Real do Canadá.

## Publicações selecionadas
- com T. Pisanski: How to compute the Wiener index of a graph, Journal of Mathematical Chemistry, Volume 2, 1988, p. 267–277
- Isoperimetric inequalities, growth, and the spectrum of graphs, Linear Algebra and its Applications, Volume 103, 1988, p. 119–131
- Isoperimetric numbers of graphs, Journal of Combinatorial Theory, Series B, Volume 47, 1989, p. 274–291
- com W. Woess: A survey on spectra of infinite graphs, Bulletin of the London Mathematical Society, Volume 21, 1989, p. 209–234
- Eigenvalues, diameter, and mean distance in graphs, Graphs and combinatorics, Volume 7, 1991, p. 53–64
- The Laplacian spectrum of graphs, in Y. Alavi, G. Chartrand, O. R. Oellermann, A. J. Schwenk: Graph theory, combinatorics, and applications, Volume 2, Wiley 1991, p. 871–898
- Laplace eigenvalues of graphs—a survey, Discrete mathematics, Volume 109, 1992, p. 171–183
- com Svatopluk Poljak: Eigenvalues in combinatorial optimization, in: R. A. Brualdi, S. Friedland, V. Klee (Eds.), Combinatorial and graph-theoretical problems in linear algebra, Springer 1993, p. 107–151
- com I. Gutman: The quasi-Wiener and the Kirchhoff indices coincide, Journal of Chemical Information and Computer Sciences, Volume 36, 1996, p. 982–985
- Some applications of Laplace eigenvalues of graphs, in: G. Hahn, G. Sabidussi (Eds.), Graph Symmetry, Kluwer 1997, p. 225–275
- com Carsten Thomassen: Graphs on surfaces, Johns Hopkins University Press 2001